# Самсонов, Иван Иванович
Иван Иванович Самсонов (1900 — 1938) — советский хозяйственный, государственный и политический деятель.

## Биография
Родился в 1900 году в селе Воскресенское ныне Ивановской области.
Член ВКП(б) с 1920 года.
С 1920 года — на хозяйственной, общественной и политической работе — председатель заводского комитета, секретарь комитета РКП(б) завода, уполномоченный Московской губернской рабоче-крестьянской инспекции по Загорскому уезду. 
С 1924 года инструктор Амурского губернского комитета РКП(б), ответственный секретарь Благовещенского городского комитета РКП(б), инструктор, заместитель заведующего организационно-распределительным отделом Дальне-Восточного краевого комитета ВКП(б).
В I930-I93I годах находился на учебе в институте Красной профессуры.
С января 1932 года ответственный секретарь Камчатского окружного комитета ВКП(б), 1-й секретарь Организационного бюро Дальневосточного краевого комитета ВКП(б) по Камчатской области, 1-й секретарь Камчатского областного комитета ВКП(б), заместитель заведующего, заведующий Отделом руководящих партийных органов Дальневосточного краевого комитета ВКП(б), 2-й секретарь Сахалинского областного комитета ВКП(б).
Был делегатом XV и XVI съездов ВКП(б).
Расстрелян в 1938 году. 30 ноября 1956 года посмертно реабилитирован и восстановлен в партии.